# European Spatial Planning Observation Network
L'European Spatial Planning Observation Network (ESPON) è un programma dell'Unione europea finanziato grazie ai Fondi strutturali  (Interreg III). L'obiettivo del programma è una rete europea di ricerca applicata, che osservi lo sviluppo territoriale dell'Unione europea. Esso intende fornire ai responsabili politici a livello europeo, nazionale e regionale, le conoscenze sulle tendenze territoriali e gli impatti delle politiche territoriali. Questa conoscenza è destinata a sostenere l'elaborazione e l'attuazione di nuove politiche in campo territoriale.
Il programma è attuato dai 27 Stati membri dell'UE e dalla Commissione europea, con la Norvegia e la Svizzera come partner a pieno titolo.

## Riferimenti
- Sito del programma ESPON, su espon.eu.